# Asien (Zeitschrift)
Asien war eine deutsche, monatlich erscheinende Zeitschrift, die von der Deutsch-Asiatischen Gesellschaft unter dem Präsidenten General Colmar von der Goltz-Pascha und der Münchner Orientalischen Gesellschaft unter dem Orientalisten Hugo Grothe von 1901/02 bis 1919 in 16 Bänden herausgegeben wurde.
Chefredakteur war der Wirtschaftsjurist und Verbandsfunktionär Max Vosberg-Rekow, der auch aufgrund seiner Kontakte zur Asiatischen Abteilung der Deutschen Bank gezielt die deutschen Handelsinteressen in Asien und vor allem in China im Blick hatte. Dabei spielten die ökonomischen Chancen des Kontinents im Austausch mit Europa eine große Rolle, wozu Autoren wie der Diplomat Ludwig Raschdau als späterer Präsident, der hohe Kolonialbeamte Wilhelm Knappe, der Unternehmer Karl Supf oder der Verkehrsgeograph Richard Hennig beitrugen. Neben dem Osmanischen Reich spielte China eine Hauptrolle, zunehmend auch Japan. Daneben schrieben viele Militärexperten wie Colmar von der Goltz oder Admiral Otto Livonius Aufsätze über Stärkeverhältnisse und strategische Fragen. Zu ihnen gehörte auch der spätere Freikorpsführer Generalmajor Maercker. Im Ersten Weltkrieg erschienen viele Artikel mit einer antibritischen Tendenz vor allem zu Indien. Dazu erschien eine Beilage „Das wirtschaftliche Asien“.
Die Zeitschrift wurde unmittelbar fortgesetzt von der Ostasiatischen Rundschau, hg. v. Verband für den Fernen Osten / Deutscher Überseedienst.
Neue Zeitschrift „Asien“
Seit 1981 erscheint eine neue Zeitschrift Asien als Mitgliederzeitschrift vierteljährlich bei der Deutschen Gesellschaft für Asienkunde e.V. Ältere Ausgaben dieser Zeitschrift hält die Universitätsbibliothek Heidelberg nach Ablauf eines Jahres zum Download bereit.